# Suregetes Cove
Die Suregetes Cove (englisch; bulgarisch залив Сурегетес saliw Suregetes) ist eine 2,47 km breite und 1,9 km lange Bucht an der Nordküste von Krogh Island im Archipel der Biscoe-Inseln westlich der Antarktischen Halbinsel. Sie liegt östlich des Kuvikal Point und westlich des Zagrade Point.
Britische Wissenschaftler kartierten sie 1976. Die bulgarische Kommission für Antarktische Geographische Namen benannte sie 2013 nach der thrakischen Gottheit Suregetes.